# バスケットボールチャイニーズタイペイ代表
バスケットボール・チャイニーズタイベイ代表（バスケットボール・チャイニーズタイベイだいひょう）は、中華民国（台湾）のバスケットボールのナショナルチーム。中華民国バスケットボール協会によって編成される。
中華民国政府が台湾に移転する1948年までの中国大陸全土の代表チームについても当頁にて記述する。1949年以降は台湾島のみの代表チームとなっている。（1949年以降の中国本土の代表チームについてはバスケットボール中華人民共和国代表を参照。）
1959年世界選手権での4位は、アジアの男子チームでは歴代2番目の好成績である。

## 歴史
元は台湾島だけでなく中国大陸本土も領土としていた中華民国（中国）男子バスケット代表チームとして発足。中華民国代表チームは1913年から1934年に行われていた極東選手権大会に参加し、1921年に上海で開催かれた第5回極東選手権で優勝。1936年にはバスケットボールが正式競技に採用されたベルリンオリンピックと1948年のロンドンオリンピックに出場。
第二次世界大戦後の国共内戦を経て1949年に中華民国政府が台湾に移った後も、そのまま引き続き中華民国（中国）の名義で活動する。この時期、国際オリンピック委員会は台湾の中華民国と、大陸本土の中華人民共和国の二つのオリンピック委員会の加盟を承認し、国際バスケットボール連盟（FIBA)もそれを倣って両方を承認していた。（その後、中華人民共和国はこれを不服として1958年にFIBAを脱退。）中華民国代表チームは1954年に世界選手権に初出場して5位となると、1956年メルボルンオリンピックにも出場。1959年にはチリで開催された世界選手権でアルゼンチンとアラブ首長国連邦に勝利して予選リーグを突破して4位になった。
1970年代に国際連合が大陸本土を支配している中華人民共和国が「中国」であると決定して、中華人民共和国が国際社会に復帰すると、逆にそれまで「中国」を代表する立場であった中華民国はFIBAでの地位を失い、中国名義のままでの国際試合に参加することができなくなった。1977年、FIBA事務総長のウィリアム・ジョーンズの配慮により中華民国協会が開催する国際大会、ウィリアム・ジョーンズカップが創設された。
1981年、中華民国（台湾）の代表チームはチャイニーズタイペイ（中華台北）名義でFIBAに復帰した。これ以降のアジア選手権での最高成績は1989年大会での3位。世界選手権、オリンピックへの出場はない。
2013年のアジア選手権では、準々決勝で中国代表に96-78で大勝し、久々にベスト4入りしている。

## 主な国際大会成績
- 夏季オリンピック
  - 1936年 － 15位
  - 1948年 － 18位
  - 1956年 － 11位
- 世界選手権/ワールドカップ
  - 1954年 － 5位
  - 1959年 － 4位
- アジア選手権/アジアカップ
  - 準優勝：1960年, 1963年
- アジア大会
  - 準優勝：1954年, 1958年

## 主な歴代代表選手
- 陳信安
- 田塁
- 林志傑
- 曾文鼎